# Palaeaspilates reducta
Palaeaspilates reducta är en fjärilsart som beskrevs av Edward P. Wiltshire 1980. Palaeaspilates reducta ingår i släktet Palaeaspilates och familjen mätare. Inga underarter finns listade i Catalogue of Life.